# Leymus pishanicus
Leymus pishanicus är en gräsart som beskrevs av Shen g Lian Lu och Y.H.Wu. Leymus pishanicus ingår i släktet strandrågssläktet, och familjen gräs. Inga underarter finns listade i Catalogue of Life.